# وديعة لأجل
الوديعة لأجل (بالإنجليزية: time deposit)‏ (في الولايات المتحدة تعرف أيضاً بشهادة الإيداع) هي وديعة في مؤسسة مالية ذات تاريخ استحقاق محدد أو فترة استحقاق يشار إليها عادة باسم «مصطلح». تختلف الودائع لأجل عن الودائع تحت الطلب مثل حسابات التوفير أو الحسابات الجارية والتي يمكن سحبها في أي وقت دون أي إشعار أو عقوبة. الودائع التي تتطلب إشعاراً بالسحب هي ودائع لأجل بشكل فعال على الرغم من عدم وجود تاريخ استحقاق محدد لها.
على عكس شهادة الإيداع والسندات فإن الوديعة لأجل غير قابلة للتداول بشكل عام ولا يمكن تحويلها من قبل المودع لذلك يحتاج المودعون إلى التعامل مع المؤسسة المالية عندما يحتاجون إلى سحب الأموال من الوديعة قبل الأوان.
تتيح الودائع لأجل للبنك استثمار الأموال في المنتجات المالية ذات الدخل المرتفع، لا تخضع الودائع لأجل لمتطلبات احتياطي المصارف استناداً على عدم إمكانية سحب الأموال في وقت قصير. في بعض البلدان ، تكون الودائع لأجل مضمونة من قبل الحكومة أو محمية بتأمين الودائع.

## فائدة
عادةً ما تربح الودائع لأجل فائدة وغالباً تكون ثابتة طوال المدة وتدفع عند الاستحقاق، على الرغم من أن بعضها قد يُدفع بشكل دوري خلال مدّة الإياع خاصةً مع الودائع طويلة الأجل. بشكل عام ، كلما طالت المدة وكلما زاد مبلغ الإيداع زاد سعر الفائدة.
تميل الفائدة المدفوعة على الوديعة الزمنية إلى أن تكون أعلى منها على حساب التوفير ولكنها غالباًما تكون أقل من تلك الخاصة بالمنتجات الأكثر خطورة مثل الأسهم أو السندات. تُقدم بعض البنوك حسابات ودائع لأجل مرتبطة بالسوق والتي تقدم عوائد أعلى مع ضمان رأس المال.

## الاستحقاق
عند الاستحقاق يمكن سداد المبلغ الأصلي للمودع (عادةً عن طريق إيداع في حساب مصرفي معين من قبل المودع) أو ترحيله لمدة أخرى. قد تُدفع الفائدة في نفس الحساب مثل المبلغ الأساسي أو إلى حساب مصرفي آخر أو يتم ترحيلها مع رأس المال إلى المدة التالية.
يمكن سحب الأموال المودعة عادة قبل تاريخ الاستحقاق ولكن عادة ما تُدفع غرامة كبيرة لأجل ذلك.